# Consorcio de Universidades Mexicanas
El Consorcio de Universidades Mexicanas (CUMex)  es una organización independiente integrada por 30 universidades e instituciones de educación superior públicas de México.

## Criterios de calidad
CUMex ha definido una serie de criterios que las instituciones integrantes deben cumplir:
- Ser universidad pública afiliada a la Asociación Nacional de Universidades e Instituciones de Educación Superior (ANUIES).

- Sumar el 85% de la matrícula total en programas evaluables de técnico superior, profesional asociado y licenciatura reconocidos por su buena calidad por el Sistema Nacional de Evaluación y Acreditación de la Educación Superior de México.

- Contar con un mínimo de 50% de profesores de tiempo completo con estudios de posgrado.

- Contar al menos con un programa de posgrado reconocido por el Padrón Nacional de Posgrados (PNP).

- Contar con la certificación en la norma ISO o equivalente, de los procesos de gestión de control escolar, administración de recursos financieros, gestión de recursos humanos y bibliotecas.

- Contar con evidencia de que se tienen implementadas políticas o mecanismos de transparencia y acceso a la información.

- Estar incluida en el Registro Nacional de Instituciones y Empresas Científicas y Tecnológicas (RENIECyT).

- Contar con una serie de documentos de apoyo a las prácticas académicas y administrativas.

## Membresía
Las instituciones que pertenecen al consorcio son las siguientes:
- BUAP: Benemérita Universidad Autónoma de Puebla
- UAA: Universidad Autónoma de Aguascalientes
- UABC: Universidad Autónoma de Baja California
- UAC: Universidad Autónoma de Campeche
- UNACH: Universidad Autónoma de Chiapas
- UACJ: Universidad Autónoma de Ciudad Juárez
- UAdeC: Universidad Autónoma de Coahuila
- UAGRO: Universidad Autónoma de Guerrero
- UANL: Universidad Autónoma de Nuevo León
- UAQ: Universidad Autónoma de Querétaro
- UASLP: Universidad Autónoma de San Luis Potosí
- UAS: Universidad Autónoma de Sinaloa
- UAT: Universidad Autónoma de Tamaulipas
- UATx: Universidad Autónoma de Tlaxcala
- UADY: Universidad Autónoma de Yucatán
- UAZ: Universidad Autónoma de Zacatecas
- UNACAR: Universidad Autónoma del Carmen
- UAEH: Universidad Autónoma del Estado de Hidalgo
- UAEM: Universidad Autónoma del Estado de México
- UNICACH: Universidad de Ciencias y Artes de Chiapas
- UCOL: Universidad de Colima
- UdeG: Universidad de Guadalajara
- UG: Universidad de Guanajuato
- UO: Universidad de Occidente
- UQROO: Universidad de Quintana Roo
- UNISON: Universidad de Sonora
- UJAT: Universidad Juárez Autónoma de Tabasco
- UJED: Universidad Juárez del Estado de Durango
- UMich: Universidad Michoacana de San Nicolás de Hidalgo
- UV: Universidad Veracruzana
- UABCS: Universidad Autónoma de Baja California Sur

## Liderazgo
(2005-2008): Mario García Valdez, Rector de la UASLP
(2008-2010): Luis Gil Borja, Rector de la UAEH
(2010-2012): Mario Alberto Ochoa Rivera, Rector de la UAdeC
(2012-2014): Heriberto Grijalva Monteverde, Rector de la UNISON
(2014-2016): Humberto Augusto Veras Godoy, Rector de la UAEH
(2016 -   ): Javier Saldaña Almazán, Rector de la UAGRO